# Maximiliano Araújo
Maximiliano Javier Araújo Vilches (Montevideo, 15 februari 2000) is een Uruguayaans voetballer die bij voorkeur als linkermiddenvelder speelt. Hij tekende in 2024 voor Sporting CP. In 2023 debuteerde Araújo voor Uruguay.

## Clubcarrière
Araújo brak door in eigen land bij Montevideo Wanderers en bouwde zijn carrière uit in Mexico bij Puebla FC en Deportivo Toluca. Op 27 augustus 2024 tekende hij een vijfjarig contract bij Sporting Clube de Portugal. Op 5 november 2024 scoorde de Uruguayaans international één van die vier Portugese doelpunten in de UEFA Champions Leaguewinst tegen Manchester City (4-1).

## Interlandcarrière
Op 14 juni 2023 debuteerde Araújo voor Uruguay tegen Nicaragua. Zes dagen later scoorde hij zijn eerste interlandtreffer tegen Cuba.